# Macrouridae
Macrouridae ou Macrurídeos é uma família de peixes actinopterígeos pertencentes à ordem Gadiformes.
São conhecidos comummente como peixes-rato.
Encontram-se entre os peixes mais comuns das zonas abissais e estão presentes em todos os oceanos do mundo.

## Taxonomia

### Descrição
A família foi descrita em 1916 pelos ictiólogos norte-americanos Charles Henry Gilbert e Carl Leavitt Hubbs. Porém, há alguns autores que atribuem esta descrição ao naturalista francês Charles Lucien Bonaparte, em 1831, e outros autores ainda aos ictiólogos norte-americanos David Starr Jordan e Barton Warren Evermann, em 1898.

### Etimologia
O nome científico da família, Macrouridae, é formado pelos étimos macro- e -ur-, tirados do grego antigo μακρός makrós, «grande», e οὐρά ourá, «cauda»,  com a desinência -idae, «semelhantes», plural de -ideus e derivada do grego antigo ειδης eidēs, de είδος eídos, "aspecto", "aparência", própria dos nomes das famílias de animais. 
Literalmente: «os de cauda grande».

### Classificação
A família conta com numerosos géneros com cerca de 400 espécies, distribuídas em quatro subfamílias:
Família Macrouridae Gilbert & Hubbs, 1916
- Subfamília Bathygadinae Jordan & Evermann, 1898
- Subfamília Macrourinae Bonaparte, 1831
- Subfamília Macrouroidinae Smith & Radcliffe, 1912
- Subfamília Trachyrincinae Goode & Bean, 1896

## Galeria de imagens

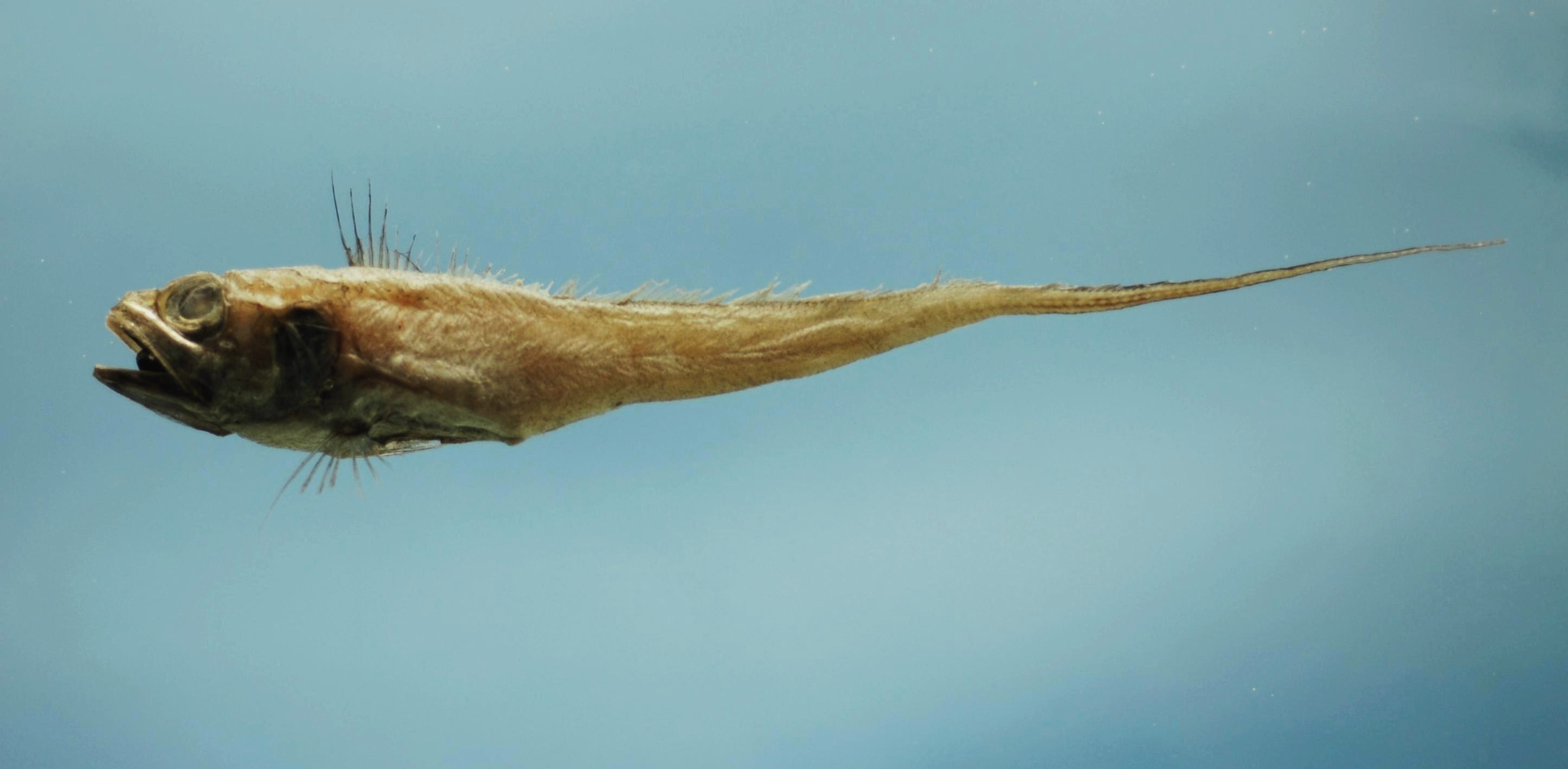
Bathygadus melanobranchus
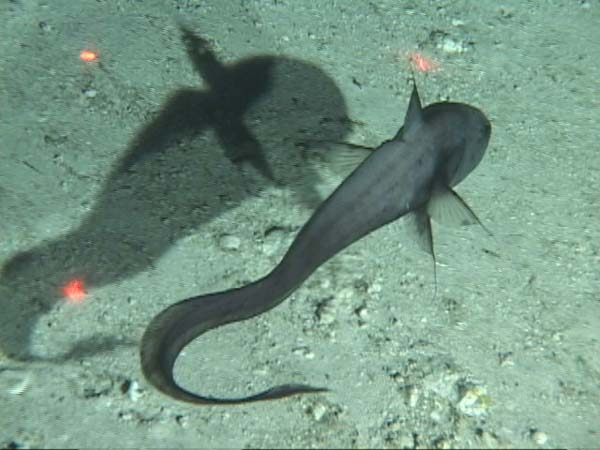
Gadomus melanopterus
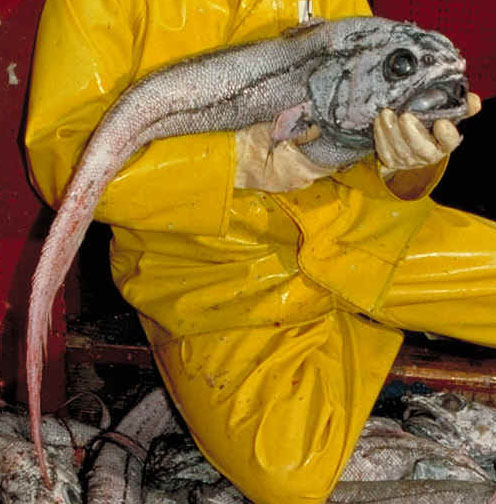
Albatrossia pectoralis
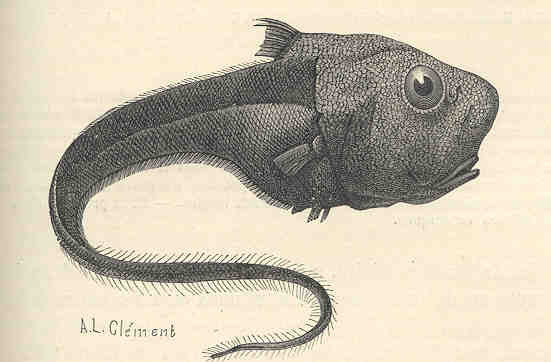
Cetonurus globiceps
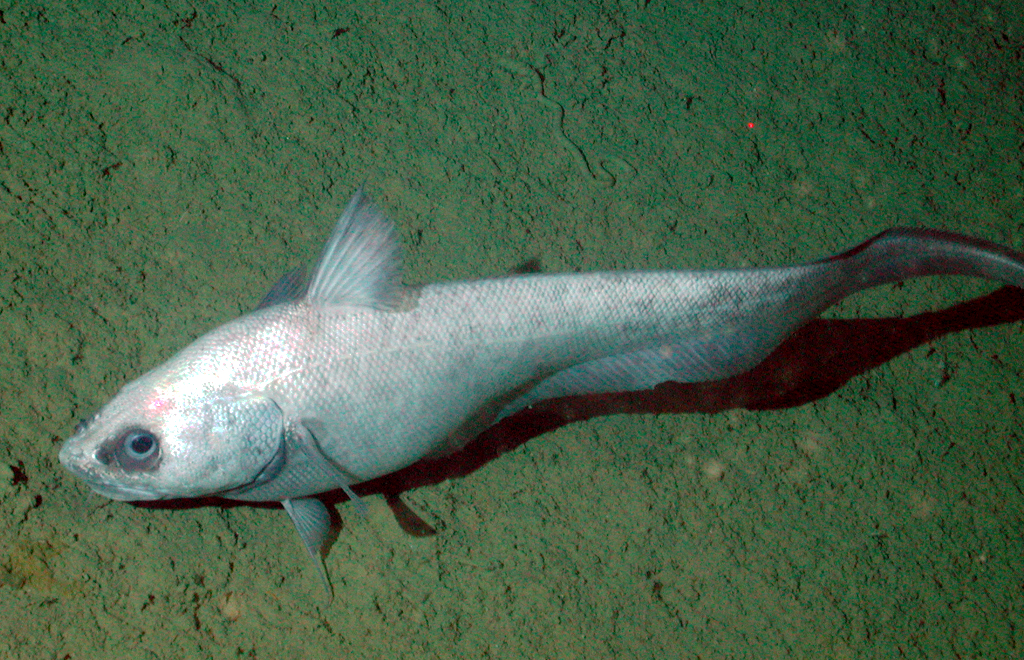
Coryphaenoides leptolepis
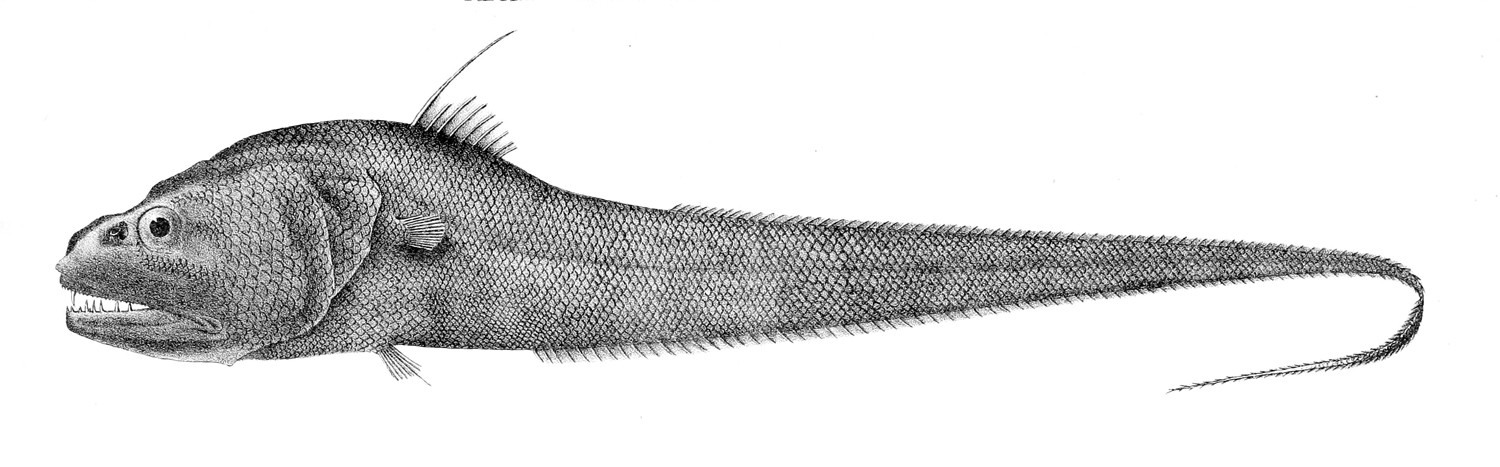
Cynomacrurus piriei
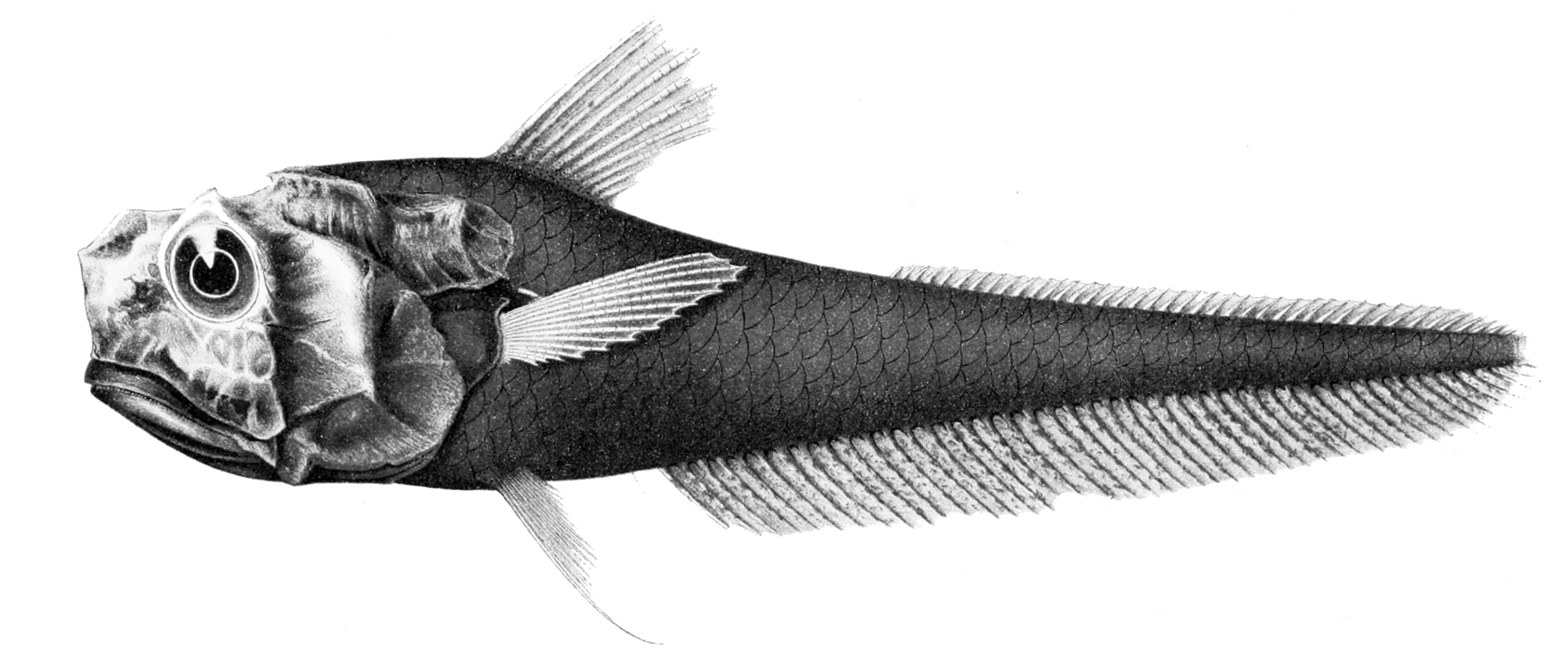
Hymenocephalus aterrimus
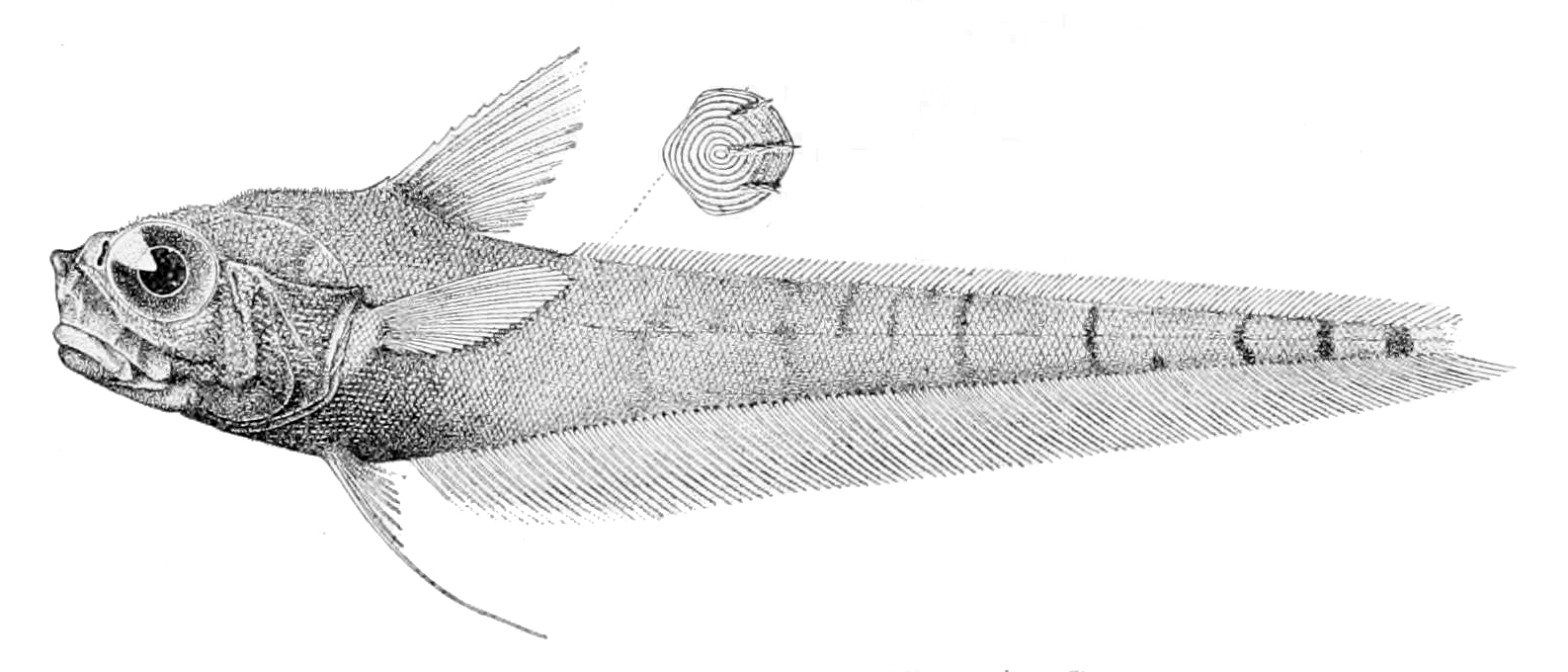
Kumba hebetata
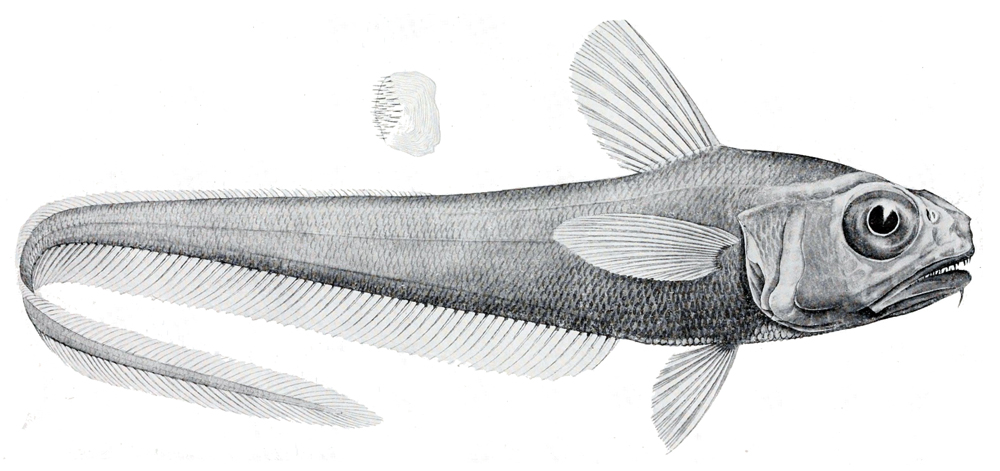
Lepidorhynchus denticulatus
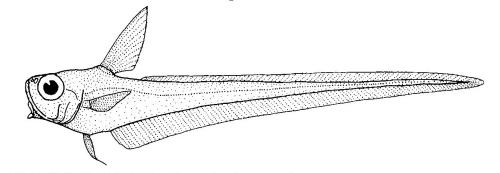
Lucigadus nigromaculatus
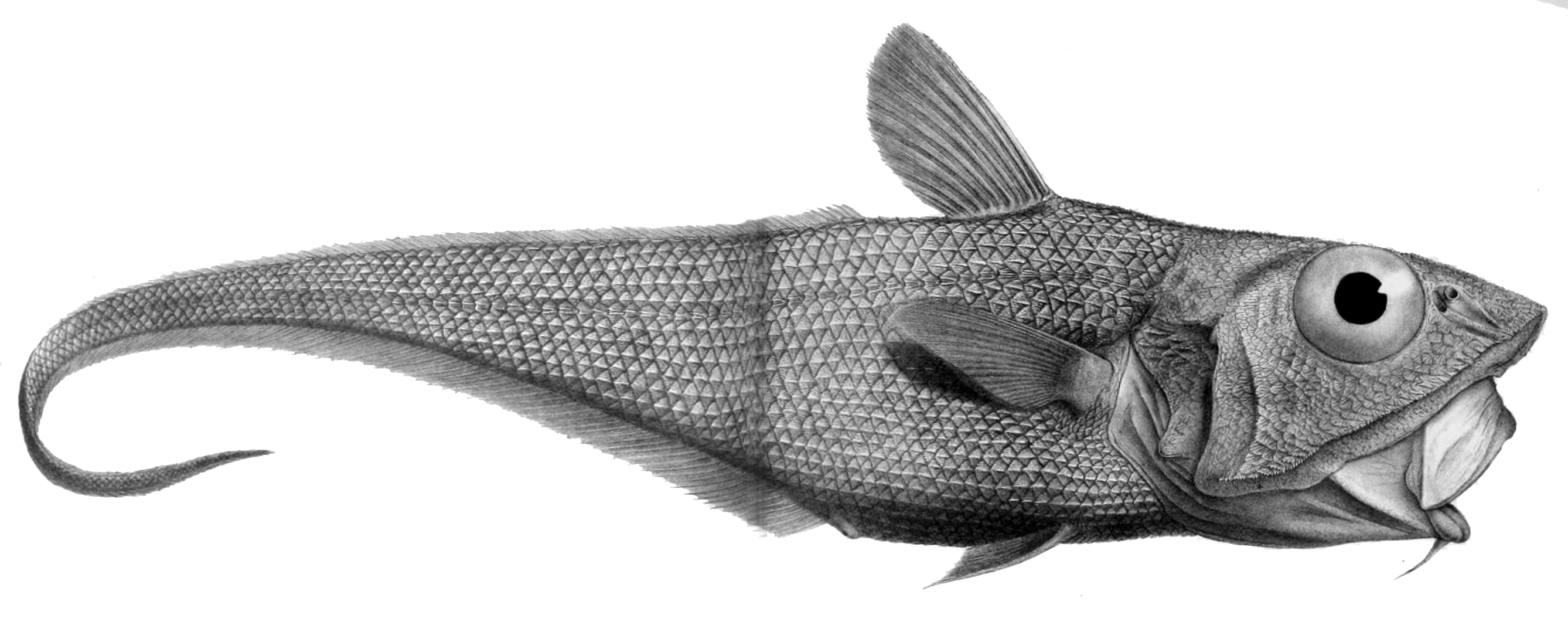
Macrourus carinatus
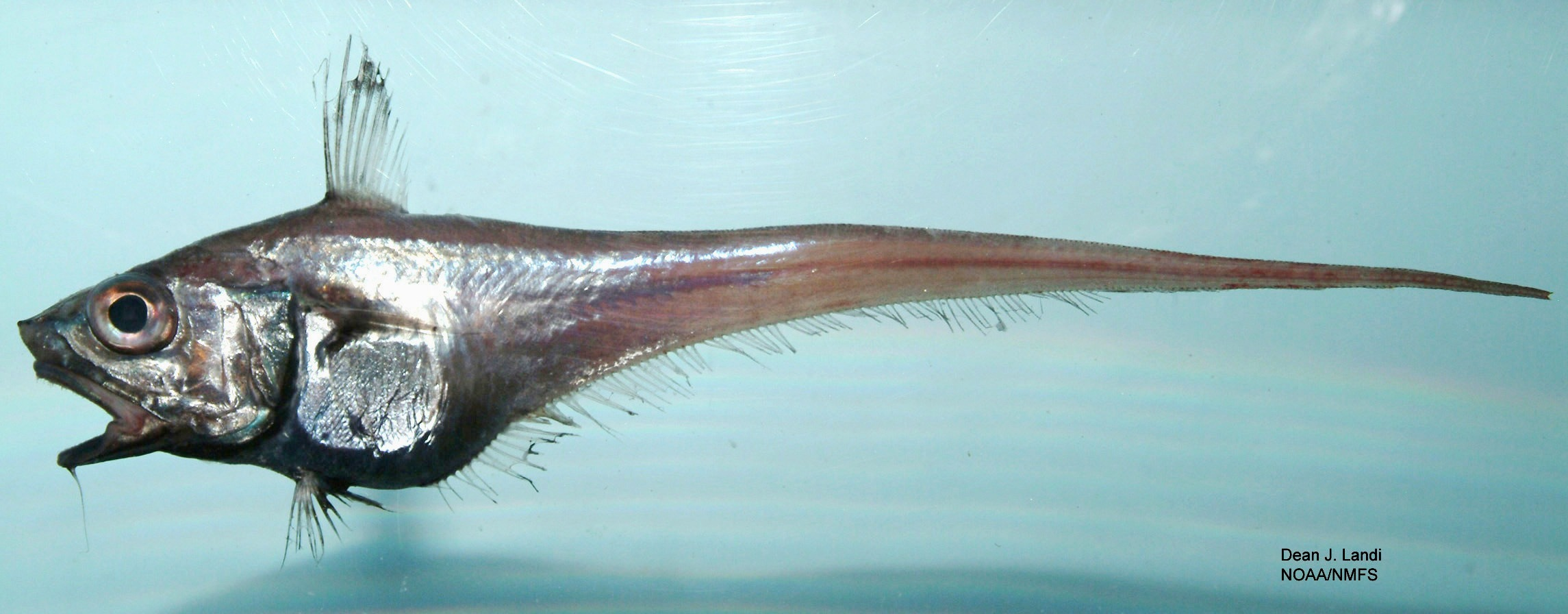
Malacocephalus occidentalis
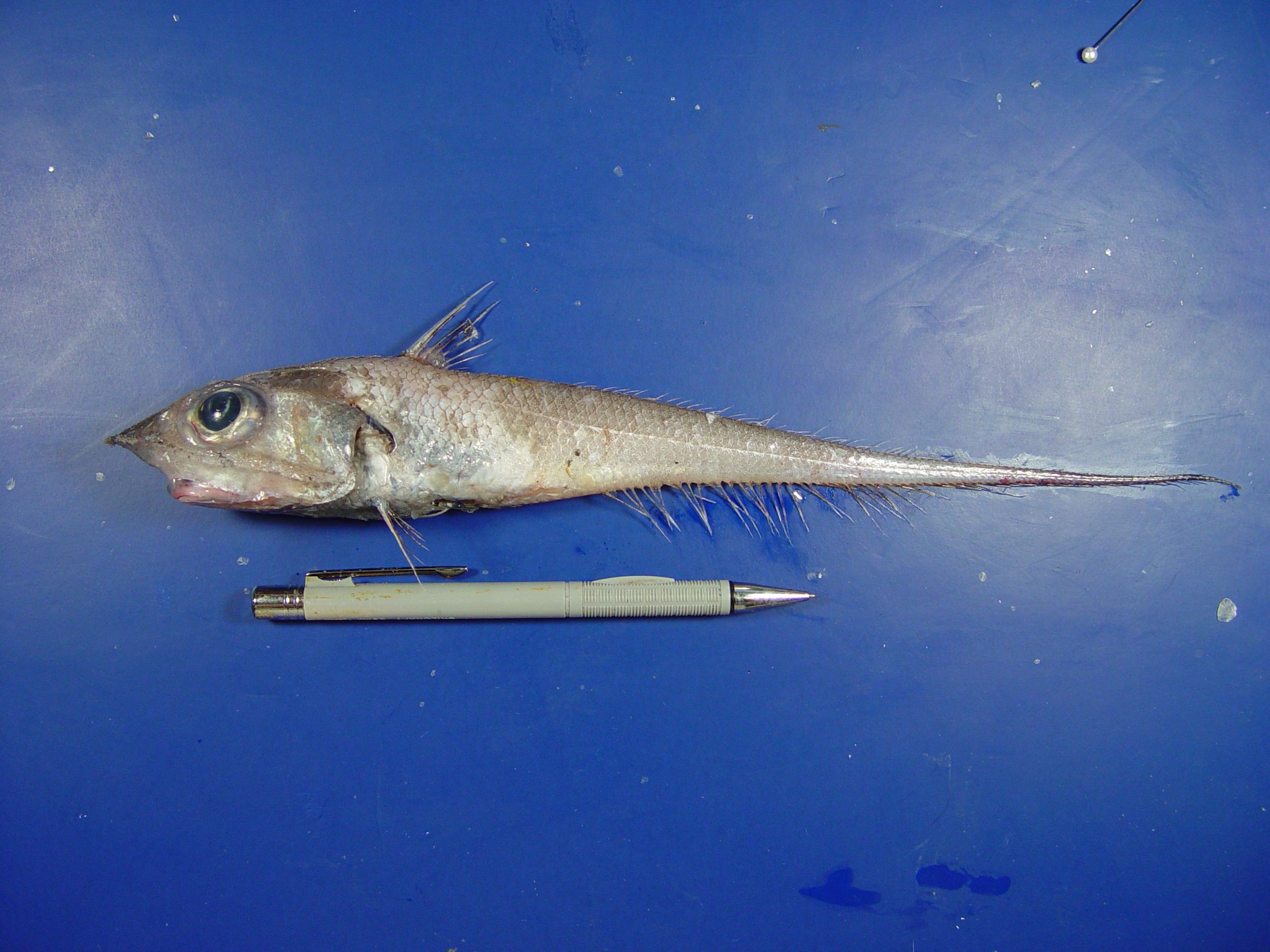
Nezumia cyrano
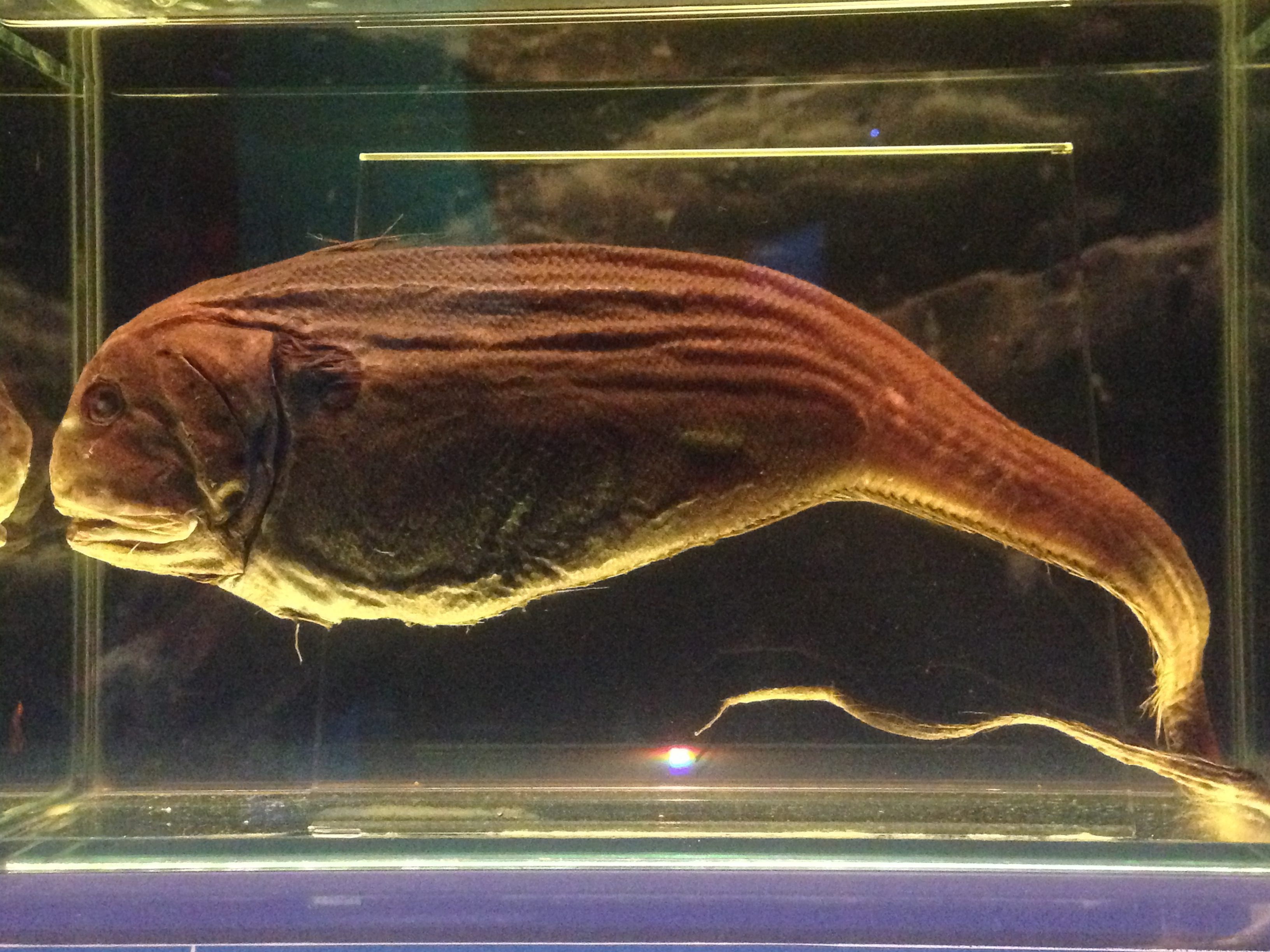
Odontomacrurus murrayi
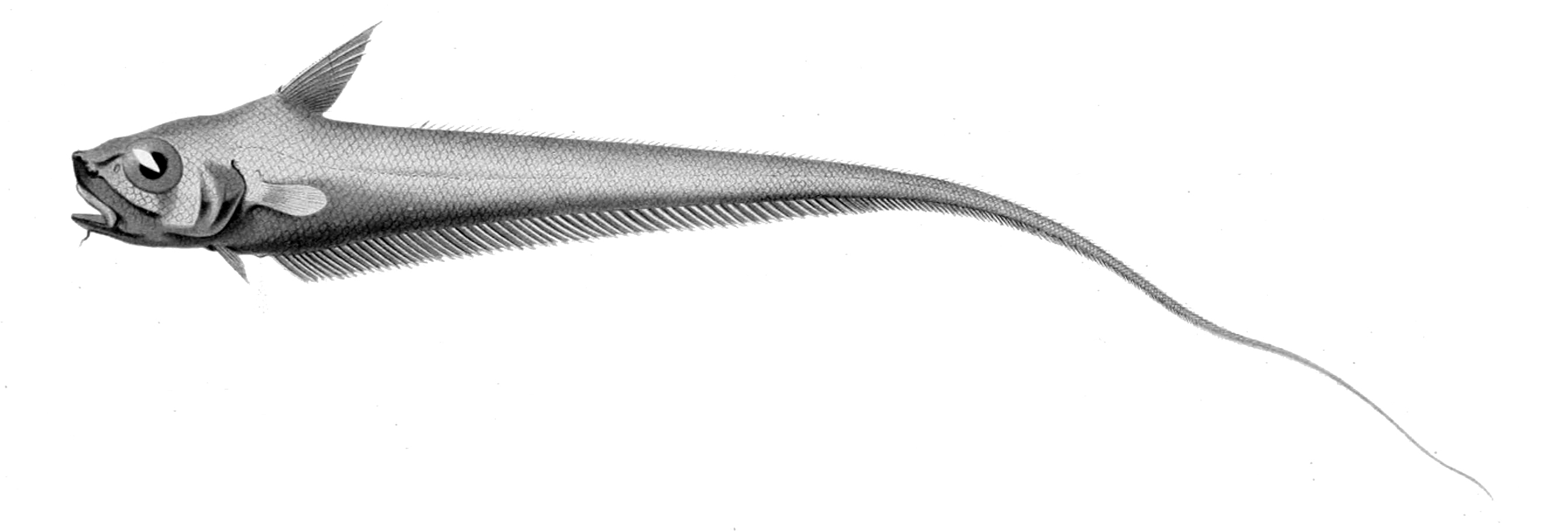
Sphagemacrurus hirundo
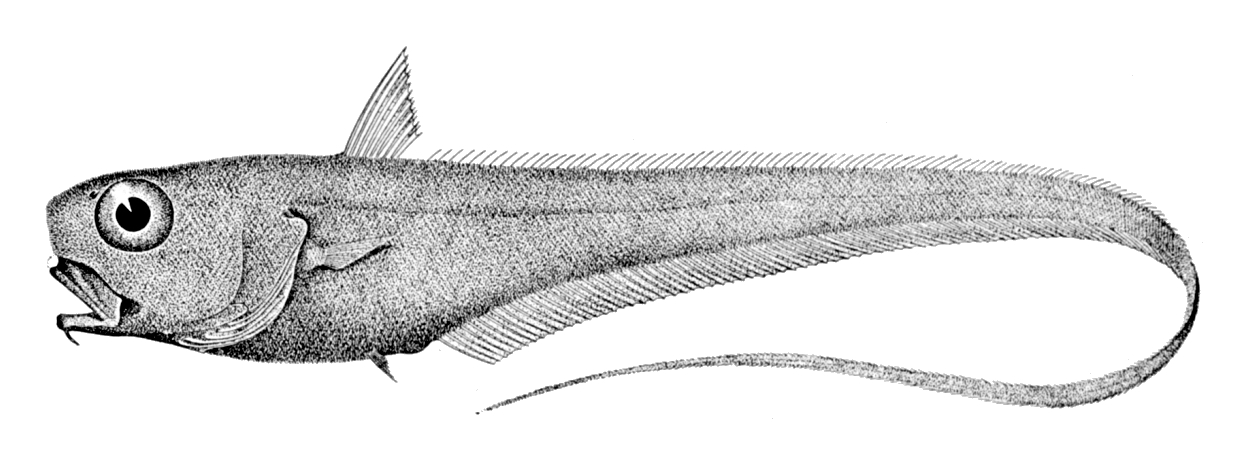
Trachonurus sulcatus
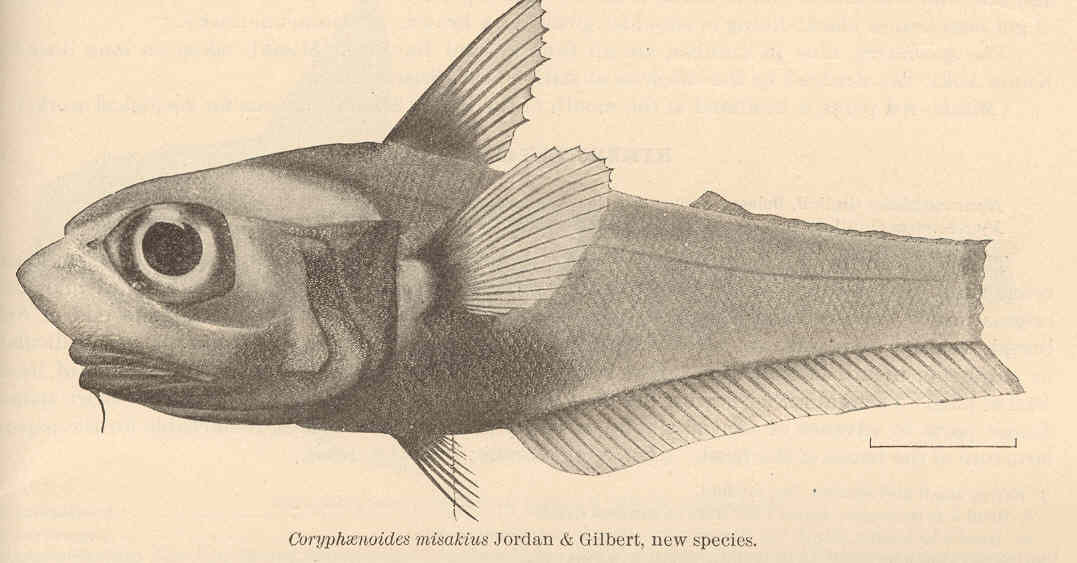
Ventrifossa misakia
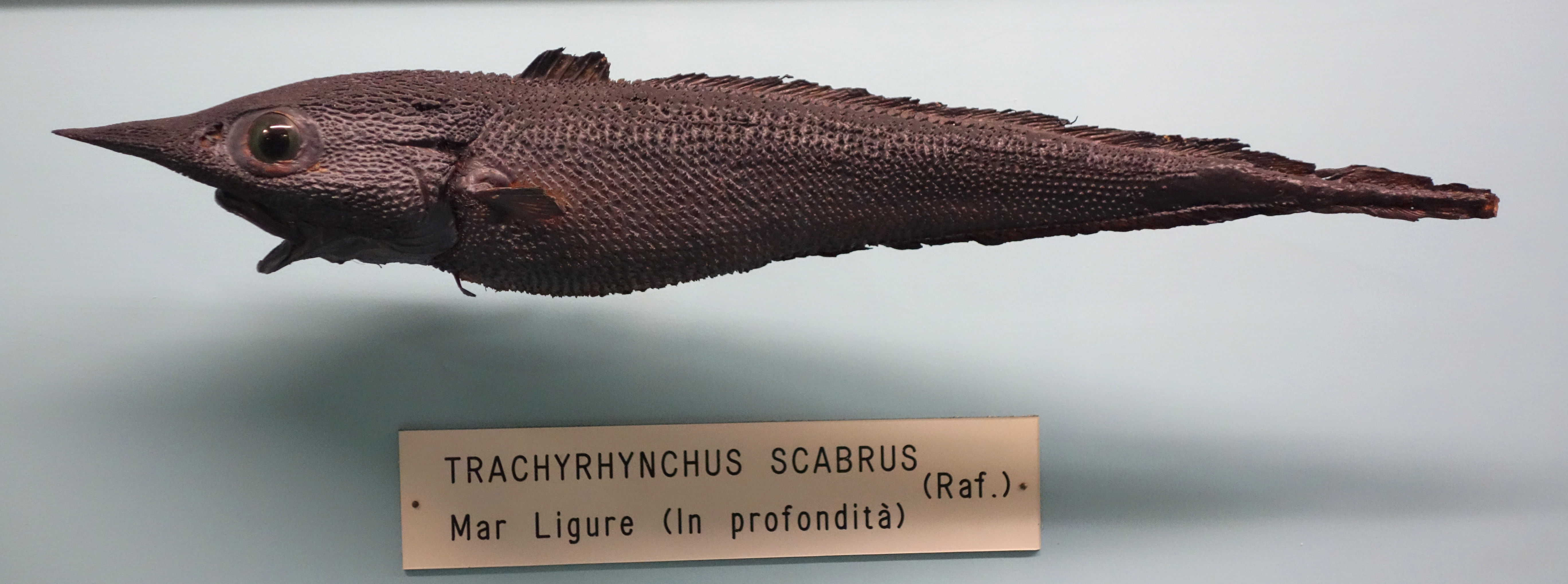
Trachyrincus scabrus